# Stazione di Kumayama
La stazione di Kumayama (熊山駅?, Kumayama-eki) è una stazione ferroviaria della città di Akaiwa, nella prefettura di Okayama in Giappone. Si trova sulla linea principale Sanyō, ed è servita dai treni locali.

## Linee e servizi
JR West
■ Linea principale Sanyō

## Caratteristiche
La stazione è dotata di un marciapiede a isola centrale e uno laterale con tre binari in superficie. La stazione supporta la bigliettazione elettronica ICOCA.
| 1 | ■ Linea principale Sanyō |                     | per Aioi, Himeji, Kōbe e Osaka        |
| 2 | binario di servizio      | binario di servizio |                                       |
| 3 | ■ Linea principale Sanyō |                     | per Okayama, Fukuyama, Niimi e Mihara |

## Stazioni adiacenti
| «                      | Servizio               | »                      |
| Linea principale Sanyō | Linea principale Sanyō | Linea principale Sanyō |
| ---------------------- | ---------------------- | ---------------------- |
| Wake                   | -                      | Mantomi                |